# Síntese de peptídeos
Em química orgânica, síntese de peptídeos designa a produção de peptídeos, que são compostos orgânicos nos quais vários aminoácidos se ligam entre si através de várias ligações peptídicas. O processo de produção de peptídeos longos, ou proteínas, denomina-se síntese proteica. A síntese pode ser realizada com o uso de ADN recombinante, biocatalisada ou química.